# Ceratochelus cyanometallicus
Ceratochelus cyanometallicus är en skalbaggsart som beskrevs av Dombrow 2002. Ceratochelus cyanometallicus ingår i släktet Ceratochelus och familjen Melolonthidae. Inga underarter finns listade i Catalogue of Life.